# TM:103 Hustlerz Ambition
Albums de Young Jeezy
The Recession
(2008) Seen It All: The Autobiography
(2014)
Singles
1. Lose My Mind
Sortie : 30 mars 2010
2. Ballin'
Sortie : 17 mai 2011
3. F.A.M.E.
Sortie : 11 octobre 2011
4. I Do
Sortie : 10 janvier 2012
5. Leave You Alone
Sortie : 21 février 2012

TM:103 Hustlerz Ambition est le quatrième album studio de Young Jeezy, sorti le 20 décembre 2011.
L'album s'est classé 1er au Top R&B/Hip-Hop Albums et au Top Rap Albums, 2e au Top Digital Albums et 3e au Billboard 200 et a été certifié disque d'or par la Recording Industry Association of America (RIAA) le 31 janvier 2012.

## Liste des titres
| No  | Titre | Contient un (des) sample(s) de                                                                                                  | Durée |
| --- | --- | --- | ----- |
| 1.  | Waiting (Produit par Lil' Lody)                                                                                       | | 3:29  |
| 2.  | What I Do (Just Like That) (Produit par Drumma Boy)                                                                   | | 4:17  |
| 3.  | OJ (featuring Fabolous et Jadakiss – Produit par Lil' Lody)                                                           | Banka de Meiko Kaji | 4:04  |
| 4.  | Nothing (Produit par Lil' Lody)                                                                                       | | 4:03  |
| 5.  | Way Too Gone (featuring Future – Produit par Mike Will Made It et Marz)                                               | | 4:48  |
| 6.  | SupaFreak (featuring 2 Chainz – Produit par D. Rich)                                                                  | | 4:26  |
| 7.  | All We Do (Produit par Midnight Black)                                                                                | | 5:04  |
| 8.  | Leave You Alone (featuring Ne-Yo – Produit par Warren G)                                                              | A Garden of Peace de Lonnie Liston Smith Hypnotize de The Notorious B.I.G.                                                      | 5:29  |
| 9.  | Everythang (Produit par Lil' Lody)                                                                                    | | 3:38  |
| 10. | Trapped (featuring Jill Scott – Produit par J.U.S.T.I.C.E. League)                                                    | | 3:58  |
| 11. | F.A.M.E. (featuring T.I. – Produit par J.U.S.T.I.C.E. League)                                                         | You and Love Are the Same des Grass Roots Air for Life d'Above and Beyond Staring Through My Rearview de 2Pac featuring Outlawz | 4:08  |
| 12. | I Do (featuring Jay-Z et André 3000 – Produit par M16)                                                                | Let's Talk It Over de Lenny Williams                                                                                            | 5:12  |
| 13. | Higher Learning (featuring Snoop Dogg, Devin the Dude et Mitchelle'l – Produit par Mike « Emaydee » Dupree et Lil' C) | | 3:44  |
| 14. | This One's for You (featuring Trick Daddy – Produit par Lil' Lody)                                                    | | 5:26  |

| 15. | .38 (featuring Freddie Gibbs – Produit par Lil' Lody)   | 5:05 |
| 16. | Ballin' (featuring Lil Wayne – Produit par Lil' Lody)   | 4:44 |
| 17. | Lose My Mind (featuring Plies – Produit par Drumma Boy) | 4:02 |
| 18. | Never Be the Same (Produit par Lil' Lody)               | 4:01 |